# Calliotectum tibiaeforme
Calliotectum tibiaeforme is een slakkensoort uit de familie van de Volutidae. De wetenschappelijke naam van de soort is voor het eerst geldig gepubliceerd in 1931 door Kuroda.